# Newpower Soul
A Newpower Soul a The New Power Generation harmadik és egyben utolsó stúdióalbuma, de de facto Prince-albumnak tekintik. Az album Prince-albumként volt bejelentve, de pár nappal később a hivatalos weboldalon ezt csak pletykának nevezték.
Az album címe hosszasan szerepelt Prince diszkográfiájában. 1988-ban a "New Power Soul" szerepel dalszövegként a Lovesexy albumon szereplő "Alphabet St."-ben és része volt az albumborítónak is. Egy évvel később a "Batdance" dalnak egy részében Prince ismételgeti a "Power Soul" kifejezést, amelyet később feldolgozott Carmen Electra első albumán (amelyet nagy részben Prince írt). Az 1992-es "Love 2 the 9's"-on szerepel a "Stay awake for fourteen hours, Listen to the band play New Power Soul" dalszöveg részlet. Az 1995-ös New Power Generation albumon (Exodus) van egy "New Power Soul" című dal és egy átmenet, amelyben a narrátor arra bíztatja a hallgatót, hogy várja a következő albumot, a Newpower Soul-t.

## Számlista
Az AllMusic adatai alapján.
1. "Newpower Soul"
2. "Mad Sex"
3. "Until U're in My Arms Again"
4. "When U Love Somebody"
5. "Shoo-Bed-Ooh"
6. "Push It Up"
7. "Freaks on This Side"
8. "Come On"
9. "The One"
10. "(I Like) Funky Music"
11. "Wasted Kisses" (3:07)

## Kislemezek
| Cím       | Tartalom |
| --------- | --- |
| "Come On" | "Come On" (Doug E. Fresh Mix) "Come On" (Remix) "Come On" (Album Edit) "Come On" (Hypermix) "Come On" (Latenitemix) "Come On" (a cappella) "The One" (Remix) csak a 1-800-NEW-FUNK maxi kislemez részeként |